# Robert Burton (acteur)
Pour les articles homonymes, voir Robert Burton et Burton.
Robert Burton est un acteur américain né le 13 août 1895 à Eastman (Géorgie) et mort le 29 septembre 1962 à Los Angeles (Californie).

## Filmographie partielle
- 1952 : Le Grand Secret (Above and Beyond) de Melvin Frank et Norman Panama
- 1952 : L'Intrépide (Fearless Fagan) de Stanley Donen
- 1952 : My Man and I de William A. Wellman
- 1953 : La Petite Constance (Confidentially Connie) d'Edward Buzzell
- 1953 : Le Mystère des bayous (Cry of the Hunted) de Joseph H. Lewis
- 1953 : La Perle noire (All the Brothers were Valiant) de Richard Thorpe
- 1953 : Règlement de comptes (The Big Heat) de Fritz Lang
- 1953 : Lune de miel au Brésil (Latin Lovers) de Mervyn LeRoy
- 1953 : La Fille qui avait tout (The Girl Who Had Everything) de Richard Thorpe
- 1954 : Taza, fils de Cochise (Taza, Son of Cochise) de Douglas Sirk
- 1954 : L'Attaque de la rivière rouge (The Siege at Red River) de Rudolph Maté
- 1954 : La Lance brisée (Broken Lance) d'Edward Dmytryk
- 1955 : La Main gauche du Seigneur (The Left Hand of God) d'Edward Dmytryk
- 1955 : L'Étreinte du destin (Count Three and Pray) de George Sherman
- 1955 : Quand le clairon sonnera (The Last Command) de Frank Lloyd
- 1955 : Colorado Saloon (The Road to Denver) de Joseph Kane
- 1955 : Au service des hommes (A Man Called Peter) de Henry Koster
- 1956 : Le Supplice des aveux (The Rack) d'Arnold Laven
- 1956 : La Rançon (Ransom !) d'Alex Segal
- 1956 : La Vengeance de l'Indien (Reprisal !) de George Sherman
- 1957 : L'Homme de l'Arizona (The Tall T) de Budd Boetticher
- 1957 : I Was a Teenage Frankenstein de Herbert L. Strock
- 1958 : Mardi Gras d'Edmund Goulding
- 1959 : Le Génie du mal (Compulsion) de Richard Fleischer
- 1959 : Les Déchaînés (A Private's Affair) de Raoul Walsh
- 1959 : Du sang en première page (The Story on Page One) de Clifford Odets
- 1960 : Les Sept Chemins du couchant (Seven Ways from Sundown) de Harry Keller
- 1960 : L'Île des Sans-soucis (Wake Me When It's Over) de Mervyn LeRoy
- 1961 : Le Temps du châtiment (The Young Savages) de John Frankenheimer